# Manuel de Bofarull y de Palau
Manuel de Bofarull y de Palau (Mataró, 21 de diciembre de 1851-Madrid, 1929) fue un jurista, notario y político carlista español.

## Biografía
Comprometido desde joven con la causa católica y social, en 1872 fundó la Asociación de Católicos y un Centro Obrero, de instrucción y recreo en Mataró.
Obtuvo el grado de licenciado en la facultad de Derecho civil y canónico en la Universidad de Barcelona el 19 de mayo de 1873 y el título de doctor en ambos derechos en la Universidad Central, en 14 de mayo de 1877. Ese mismo año publicó un opúsculo sobre el Poder público y la Libertad social y, en 1878, su Tratado completo del Derecho romano en cuadros sinópticos, según el orden general de la Instituta, obra que fue declarada por Real orden de 17 de abril de 1880 de utilidad para la enseñanza oficial y premiada más tarde con medalla de oro, en la Exposición Universal de Barcelona.
De 1875 a 1880 fue presidente de la Juventud Católica de Mataró. Obtuvo por primera oposición en 1881 una notaría en la capital de Cataluña, en donde ejerció la profesión hasta el año de 1885 que le fue concedida, en concurso de méritos en el turno de traslación, una notaría en Madrid, donde desempeñó su oficio hasta 1925. En 1890 organizó en Madrid el Centre Catalá, institución donde se inscribieron personajes de renombre, así como también lo más selecto de la colonia catalana en esta ciudad.
El año de 1886, habiendo sido delegado por el Colegio Notarial de Cataluña en el Congreso Jurídico Español, celebrado en Madrid los días 24 de noviembre a 8 de diciembre del mismo año, publicó en relación con la sesión primera del Congreso un libro titulado La Codificación civil en España, cuyo libro fue también premiado con medalla de oro en la Exposición Universal de Barcelona.

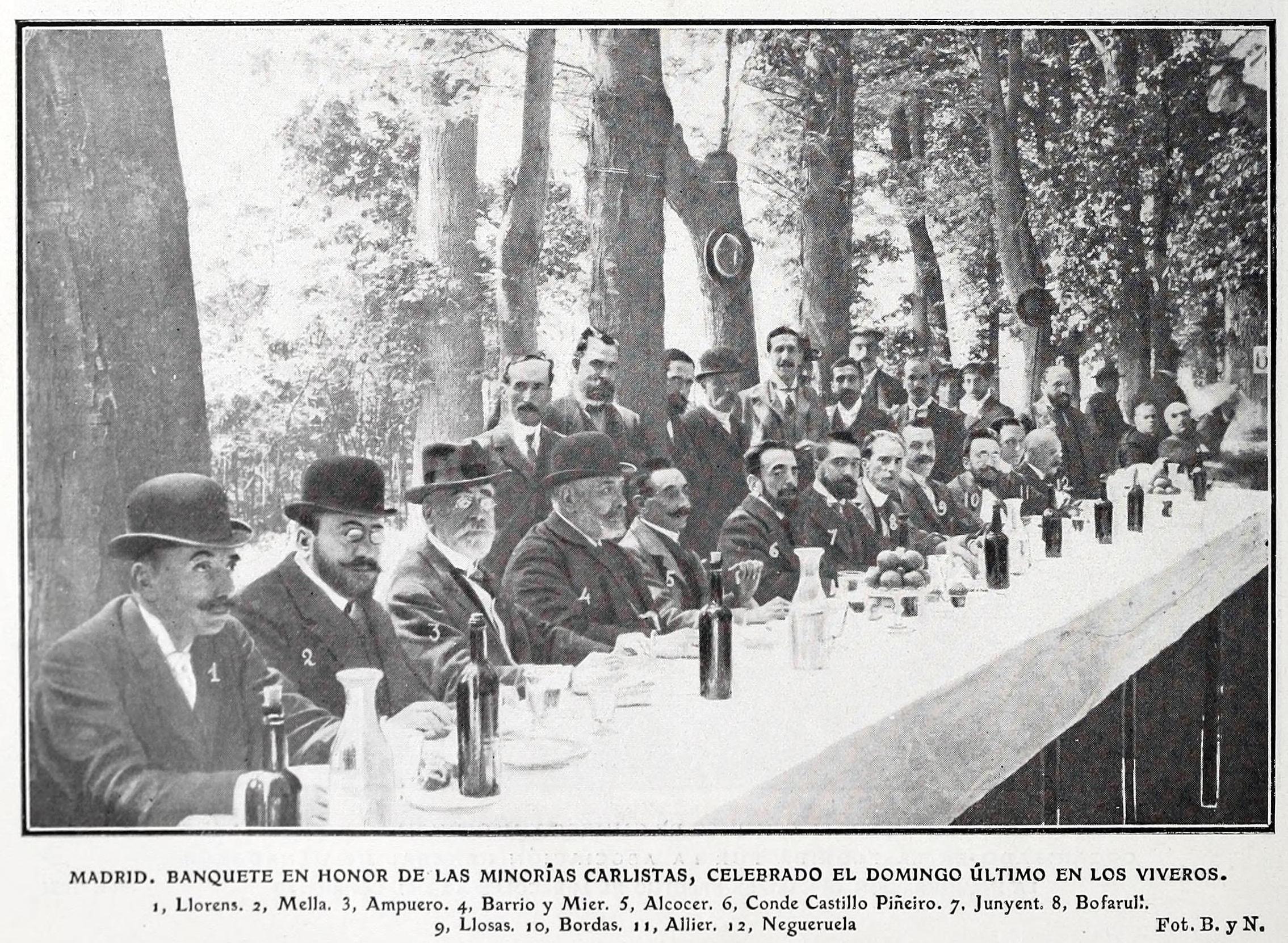
Fotografiado junto a otros carlistas como comensal en una reunión de las minorías carlistas en Madrid en 1907

En 1888, a raíz de la promulgación del Código civil español, publicó su obra titulada El Código Civil Español según la edición oficial. Anotado y concordado con la anterior legislación y jurisprudencia española y los códigos extranjeros que posteriormente complementó con un Apéndice.
Ejerció de prestamista. Fue académico de la Real Academia de Jurisprudencia y Legislación de Cataluña y de la Real Academia de Jurisprudencia y Legislación en Madrid. También fue iniciador de la Federación de Cámaras de la Propiedad.
En el plano político, estuvo afiliado al partido carlista y en 1890 fundó y presidió el Centro Catalán de Madrid. En las elecciones generales de 1907 fue elegido diputado por el distrito de Vilademuls dentro de las listas de Solidaridad Catalana. Entre 1910 y 1911 fue senador por la provincia de Gerona.
Falleció en Madrid en 1929. Fue padre del también jurista y político Manuel de Bofarull y Romañá.

## Obras
- Tratado completo del Derecho romano en cuadros sinópticos, según el orden general de la Instituta. 1878.
- La codificación civil en España. 1887.
- El Código Civil Español según la edición oficial. Anotado y concordado con la anterior legislación y jurisprudencia española y los códigos extranjeros. 1888.
- Apéndice al Código Civil español. 1889.
- La libertad social y el poder público.